# Александар Томашевић (фудбалер)
Александар Томашевић (Београд, 19. новембар 1908 — Београд, 21. фебруар 1988) био је фудбалер ФК БАСКА и фудбалске репрезентације Краљевине Југославије.

## Биографија
Рођен је 19. новембра 1908. у Београду. Спадао је међу најбоље навалне играче у Београду до Другог светског рата, био је звезда београдског аматерског спорт клуба (БАСК), фудбалски репрезентативац Краљевине Југославије и истакнути тренер.
Почео је да игра 1925. године у подмлатку београдског Јединства, прешао је 1928. у Соко, касније БАСК, и дрес овог клуба са великим успехом носио 11 година, све до 1940, кад је каријеру завршио због теже повреде менискуса. Као одличан техничар, био је и врло ефикасан стрелац.

## Репрезентација
Уз 23 утакмице за репрезентацију Београда, одиграо је једну утакмицу за „Б“ тим (1934) и 12 утакмица за најбољу селекцију Краљевине Југославије, за коју је постигао осам голова, најчешће као лева полутка и вођа навале. Дебитовао је 15. марта 1931. против Грчке (4:1) у Београду, на којој утакмици је постигао чак три гола. Када 4. октобра 1931. на утакмици против Бугарске (2:3) за Балкански куп у Софији није реализовао једанаестерац, три године није био позиван у репрезентацију. Тек 1935, на такмичењу за Балкански куп у Атини, заиграо је поново у одличној форми и са три гола на две утакмице много допринео да Краљевина Југославија први пут освоји овај трофеј. Од репрезентације се опростио 22. маја 1938. на пријатељској утакмици против Италије (0:4) у Ђенови.
Кад је престао да игра, остао је у фудбалу и постигао запажене успехе као тренер сарајевског Жељезничара, НК Крима (Љубљана), београдске Црвене звезде (две победе у Купу), љубљанског Одреда, скопског Вардара, сплитског Хајдука (освојио првенство 1951), београдског Партизана, а такође и београдског Радничког кога је увео у Прву лигу. Био је једно време и тренер у Грчкој. Преминуо је 21. фебруара 1988. у Београду.